# Show me
Show me – Glamour is back war eine Revue, die von Oktober 2012 bis Juli 2014 im Friedrichstadt-Palast in Berlin zu sehen war und ist die Nachfolge-Show von Yma – zu schön, um wahr zu sein.
Die Veranstalter der Show wollten zeigen, wie die Revue-Veranstalter der 1900er bis 1960er Jahre, wie Busby Berkeley, Esther Williams und Florenz Ziegfeld junior, heute eine zeitgemäße Show gestalten würden.
Bis Ende Juni 2014 haben über 700.000 Gäste Show me besucht. Die Show erreichte im ersten Halbjahr 2013 eine Auslastung von über 90 %.

## Produktion
Show me war bis 2014 mit über neun Millionen Euro Produktionsbudget die teuerste Produktion des Hauses. Produzent war abermals, wie schon bei den Vorgänger-Shows Qi und Yma, der Intendant Berndt Schmidt. Es war mit über 162 Mitwirkenden, wovon über 100 Künstler auf der Bühne standen, die größte Ensuite-Show der Welt.
Die rund 500 Kostüme für die Show wurden von Christian Lacroix, Uta Loher und Conny Lüders entworfen. Unter anderem wurde die bekannte Choreografin Nikeata Thompson für die Show verpflichtet.
Eigens für diese Show wurde die erste Reihe der Bestuhlung abgebaut. Dafür entstanden insgesamt 36 Bühnenplätze, wodurch Gäste erstmals „mittendrin“ Platz nehmen konnten.
Show me feierte am 18. Oktober 2012 Weltpremiere, wobei es ab dem 2. Oktober 2012 Voraufführungen zu sehen gab. Wie die Vorgängershows hatte Show me eine Laufzeit von rund zwei Jahren und feierte am 19. Juli 2014 Dernière.
Nach Show me ist seit Oktober 2014 The Wyld zu sehen.